# سان‌اوکی، کاگاوا
سان‌اوکی در استان کاگاوا در کشور ژاپن واقع شده‌است  که دارای جمعیت ۵۴٬۸۳۲ نفر و مساحت ۱۵۸٫۹۰ کیلومتر مربع با تراکم جمعیت ۳۴۵  نفر در کیلومترمربع است و در تاریخ ۱ آوریل ۲۰۰۲ به عنوان شهر شناخته شد.